# Domenico Cavallo
Domenico Cavallo (Fossano, 9 settembre 1961 – Foresto di Cavallermaggiore, 26 aprile 2023) è stato un ciclista su strada e dirigente sportivo italiano.
Attivo come ciclista professionista dal 1984 al 1988, partecipò a tre Giri d'Italia. Fu poi direttore sportivo di squadre professionistiche dal 1989 al 2004.

## Carriera
Nativo di Fossano, in provincia di Cuneo, appassionato di ciclismo ha iniziato giovane a correre in bicicletta, a 19 anni ha vinto le prime corse correndo con la Dronero. Successivamente corre e vince varie corse prima con la Caramelle Careglio Milk e successivamente con la Sisport Fiat Trattori.
Nell'agosto 1984 passa professionista con la spagnola Zor-Gemeaz Cusin, giunge secondo nella quinta tappa della Vuelta a Andalucía 1985 alle spalle di Frank Hoste. Partecipa al Giro d'Italia arrivando 8º nella penultima tappa con arrivo a Genova. Conclude la "Corsa rosa" al 91º posto. Nel 1986 passa all'italiana Ariostea con cui arriva sesto nella seconda tappa del Giro d'Italia, da Palermo a Sciacca. Conclude il giro al 113º posto. Nel 1987 partecipa al Giro di Svizzera, non concludendo la corsa.
Nel 1988 passa alla belga Isoglass con cui partecipa, senza concluderlo, il Giro d'Italia. Finita la stagione si ritira ed inizia ad allenare tra i professionisti. Tra le squadre da lui dirette, l'Ariostea affiancando Giancarlo Ferretti, la ZG Mobili con Gianni Savio e la spagnola Vitalicio Seguros affiancando Javier Mínguez.
Il 26 aprile 2023, all'età di 61 anni, muore per un infarto nella sua casa di Cavallermaggiore in località Foresto.

## Palmarès

### Strada
- 1980 (S.C. Dronero, tre vittorie)

Trofeo Carla e Emanuele Musso
Trofeo Estate 80 - Saint Vincent
Gran Premio della Baraggia
- 1981 (Caramelle Careglio Milk, tre vittorie)

Corsa di Coppi
Circuito Guazzorese
Coppa Vadilonga
- 1982 (Sisport Fiat Trattori, otto vittorie)

Gran Premio di Diano Marina
Trofeo Torino-Biella
5ª tappa, 1ª semitappa Giro del Veneto e delle Dolomiti
5ª tappa Giro Ciclistico d'Italia (Imola > Gabicce Mare)
G.P. Bongioanni
Giro dei Castelli della Lomellina
Circuito Mezzanese
1ª tappa Vuelta a Chile (Santiago del Cile > Santiago del Cile)
- 1983 (Sisport Fiat Trattori, otto vittorie)

Piccola Sanremo
Trofeo Gino Visentini
6ª tappa Giro della Valle d'Aosta (Antey-Saint-André > Pont-Saint-Martin)
Memorial Costante Girardengo
Montecarlo-Alassio
Corsa di Coppi
5ª tappa Settimana Internazionale della Brianza
Circuito Alzanese
- 1984 (Sisport Fiat Trattori, una vittoria)

Trofeo Alcide De Gasperi

## Piazzamenti

### Grandi Giri
- Giro d'Italia

1985: 91º
1986: 113º
1988: ritirato (14ª tappa)

### Classiche Monumento
- Milano-Sanremo

1985:116º